# Littérature française du XVIIe siècle
 (avril 2017).
Si vous disposez d'ouvrages ou d'articles de référence ou si vous connaissez des sites web de qualité traitant du thème abordé ici, merci de compléter l'article en donnant les références utiles à sa vérifiabilité et en les liant à la section « Notes et références ».

La littérature française du XVIIe siècle est liée aux évolutions politiques, religieuses, intellectuelles et artistiques qui se font entre 1598, promulgation de l’édit de Nantes d’Henri IV qui met fin aux guerres de Religion du XVIe siècle, et 1715, date de la mort de Louis XIV, le Roi-Soleil qui a imposé la monarchie absolue au royaume.

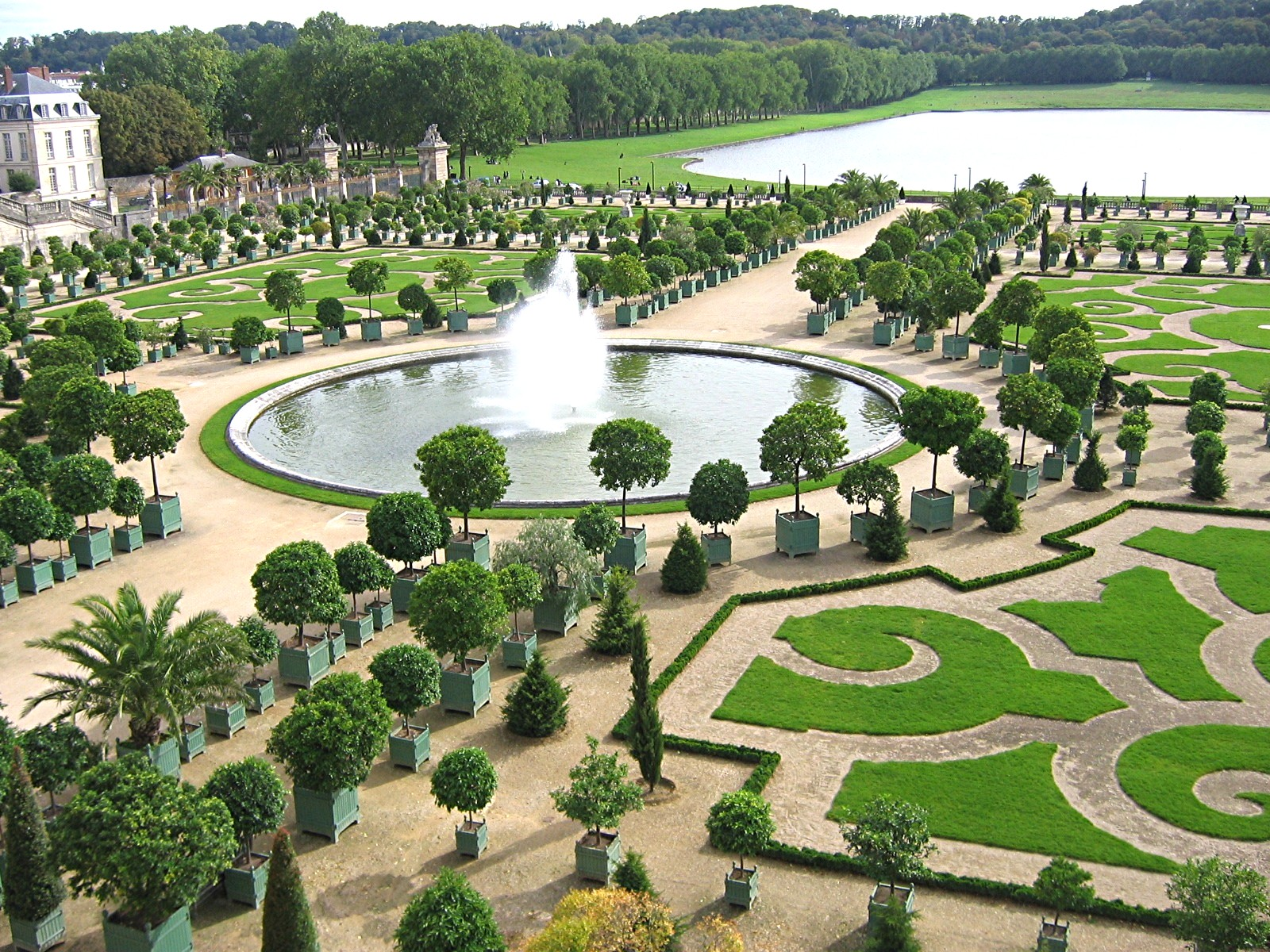
Jardins du château de Versailles.

L’un des faits dominants dans le domaine culturel est la forte consolidation du pouvoir royal qui fait, à la fin du XVIIe siècle, de la Cour et du roi, à Versailles, les maîtres du bon goût, même si la « ville » et sa bourgeoisie commencent à jouer un rôle dans le domaine des arts et de la littérature avec une diffusion plus large des œuvres et un développement de la lecture.
Le XVIIe siècle est un siècle majeur pour la langue et la littérature française en particulier pour les œuvres du théâtre classique avec les comédies de Molière et les tragédies de Corneille et Racine, ou pour la poésie avec Malherbe. Mais si le classicisme s’impose dans la seconde moitié du siècle sous le règne de Louis XIV, les chefs-d’œuvre qu’il a produits ne doivent pas éclipser d’autres genres comme les textes des moralistes et des fabulistes (Jean de La Fontaine) et le genre du roman qui s’invente au cours de cette période avec les romans précieux, les histoires comiques et les premiers romans psychologiques comme la Princesse de Clèves, ou encore la poésie baroque de la période Louis XIII.

## Contexte

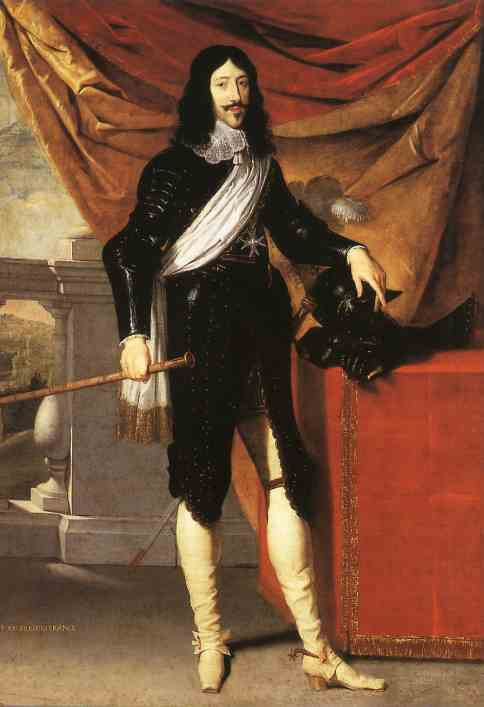
Louis XIII.

Pour la France, le XVIIe siècle en tant qu’unité historique peut être défini par deux dates : 1598 et l’édit de Nantes d’Henri IV qui met fin aux guerres de religion du XVIe siècle, et 1715, date de la mort de Louis XIV qui a imposé au cours de son très long règne la monarchie absolue au royaume qu’il a agrandi par de nombreuses conquêtes. Entre ces deux dates le pouvoir royal s’affermit par l’œuvre de Louis XIII secondé par Richelieu et durant la régence d’Anne d’Autriche grâce à Mazarin.

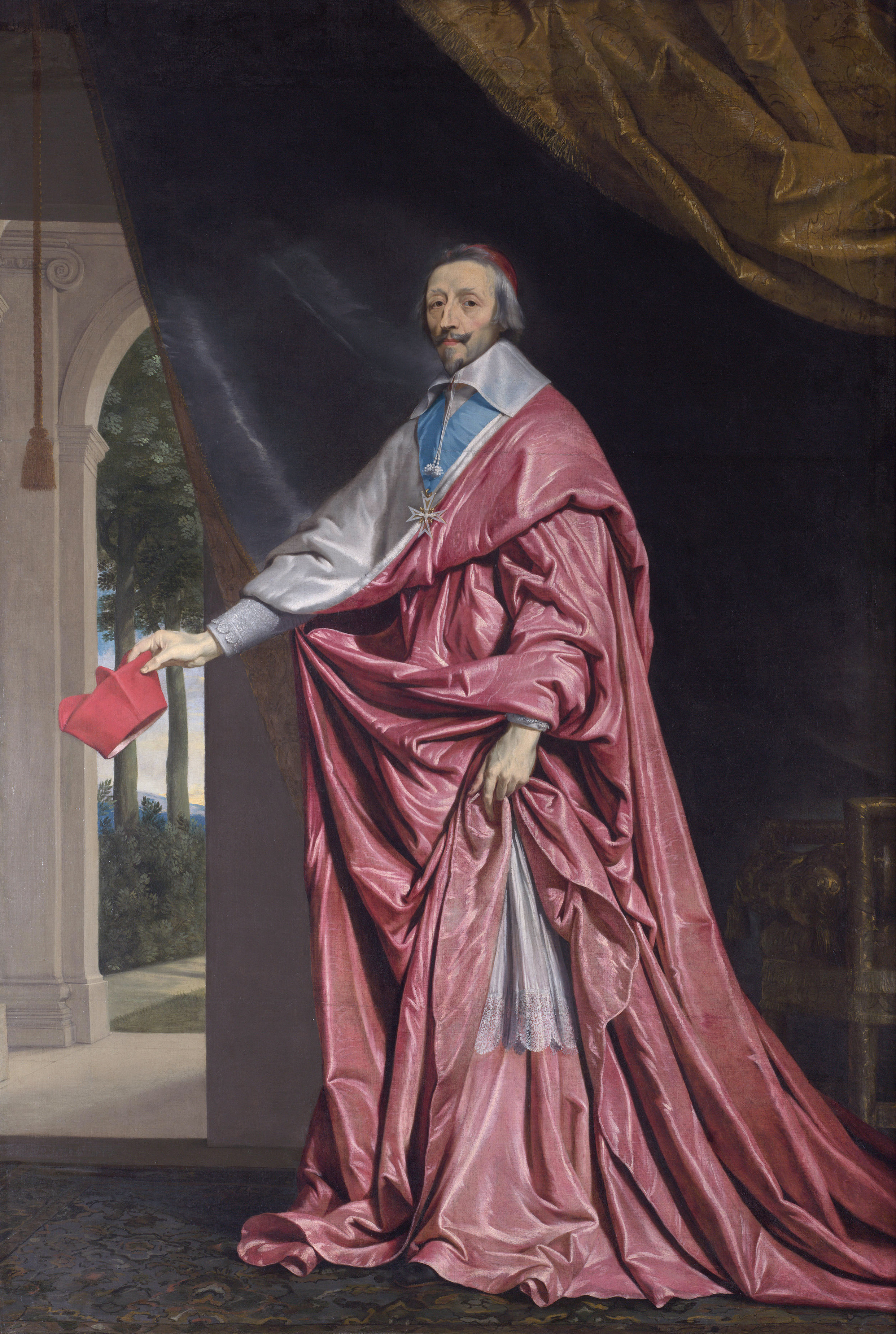
Richelieu.

Ce pouvoir royal intervient dans le monde des arts par le soutien qu’il apporte aux artistes instituant ainsi ce qu’on a appelé le « classicisme français » et par la création en 1635 de l’Académie française qui établit une norme pour le vocabulaire, la syntaxe ou la poétique comme le montre en 1637 la querelle du Cid. Ce souci de la codification du langage anime aussi les salons et les cercles littéraires : c’est par exemple la Grammaire de Port-Royal, élaborée par les Solitaires de Port-Royal des Champs, qui fixe pour la première fois les règles grammaticales et sert de base, jusqu’à nos jours, à la grammaire française. 

Si le XVIe siècle s’était occupé d’enrichir la langue française pour la rendre rivale des autres langues anciennes et si les auteurs accueillaient volontiers toute invention, le XVIIe siècle se charge de l’épurer et d’établir des règles comme avec Vaugelas, et c’est à la fin du XVIIe siècle qu’apparaissent les premiers dictionnaires de la langue française avec Richelet (en 1680), Furetière (posthume, en 1690) et un peu plus tard l’Académie française (1698).

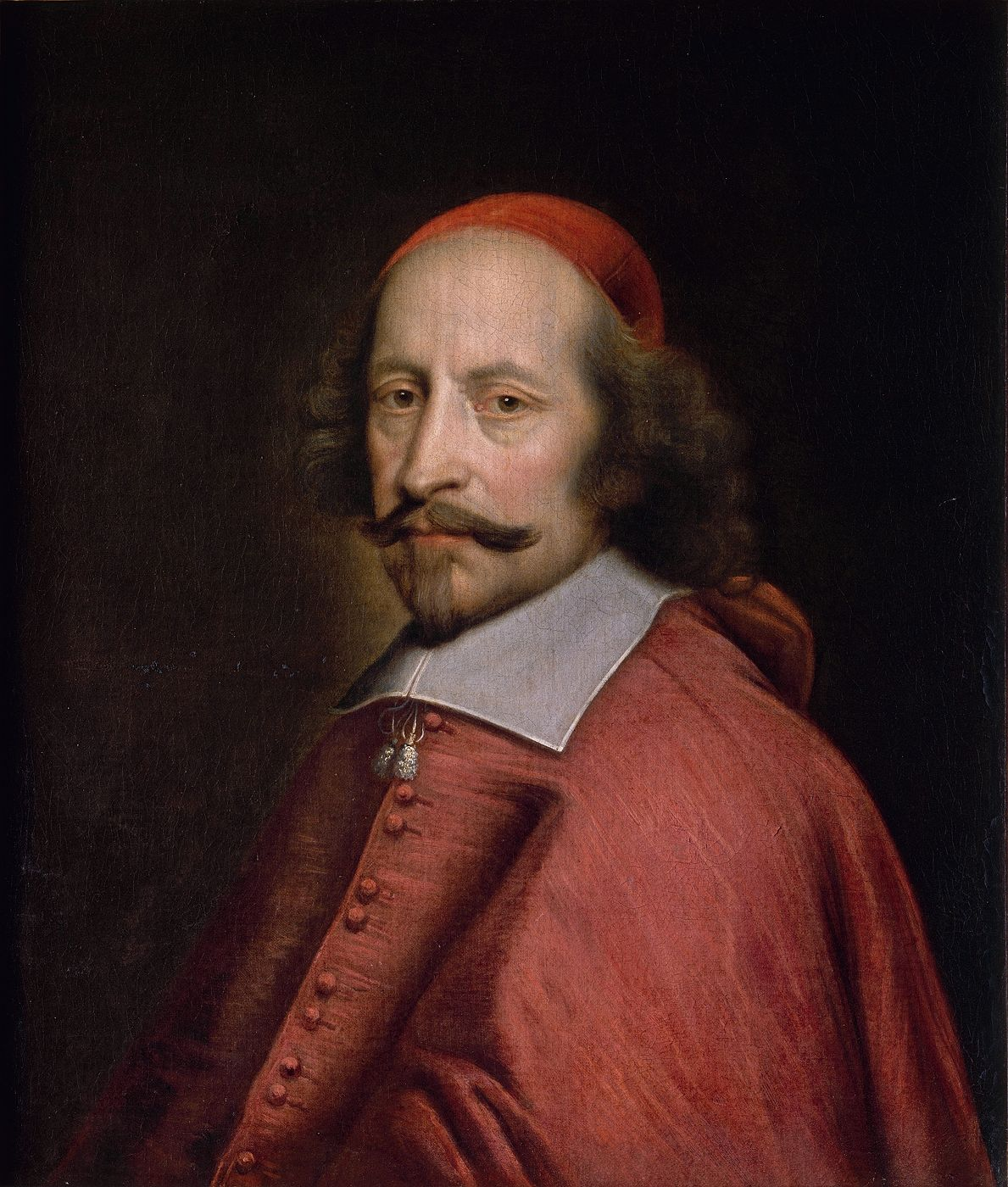
Mazarin.

En même temps, l’idéal social évolue avec le type de l’honnête homme, cultivé, sociable et ouvert, et le monde des idées poursuit son évolution avec le cartésianisme qui modifie les démarches intellectuelles en donnant une place primordiale à la Raison (Cogito ergo sum) et qui influera sur l’idéal classique par son souci d’ordre et de discipline. La philosophie de René Descartes (1596-1650), en érigeant le doute comme principe de son système métaphysique, débouchera à la fin du siècle sur les prémices des Lumières avec les remises en cause d’esprits novateurs comme Bayle ou Fontenelle en même temps que s’affirmeront, en Europe, les démarches scientifiques avec Kepler, Harvey, Blaise Pascal ou Newton. Le libertinage intellectuel, bien que sévèrement combattu par l’Église, pèse aussi peu à peu sur les esprits dans le sillage de Pierre Gassendi (1592-1655), matérialiste sensualiste qui ouvre des brèches encore timides à l’athéisme.

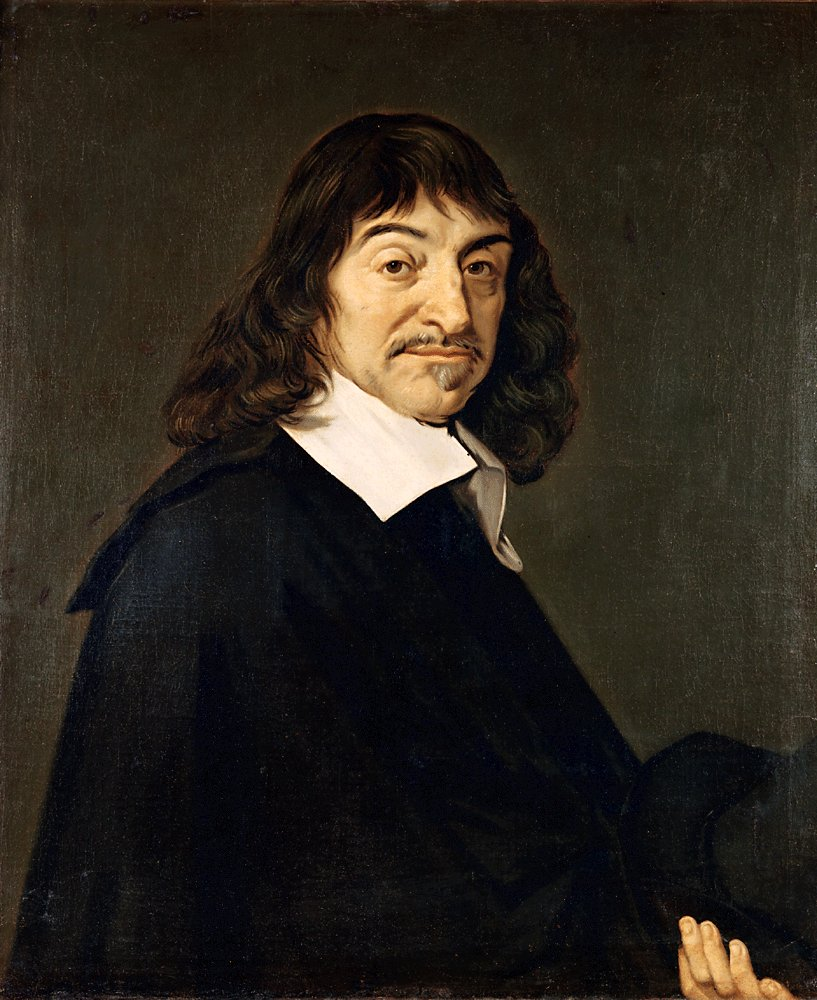
René Descartes.

En effet les considérations et les pratiques religieuses marquent aussi fortement le siècle avec la révocation de l’édit de Nantes par Louis XIV en 1685, qui met fin à la tolérance vis-à-vis des protestants, et le poids des Jésuites et des Jansénistes. En effet les Jésuites, en plus de leur influence politique, critiquée par les tenants du gallicanisme, contribuent à la formation de la pensée du siècle et à l’élaboration du style classique. Les écoles jésuites apportent deux éléments essentiels dans la formation du classicisme : le goût humaniste pour les Anciens reconnus comme modèle de beauté et de sagesse, et la psychologie, qui vise à connaître l’homme, à discuter sur lui, mesurer la puissance de ses passions et de sa volonté. Le jansénisme exerce quant à lui une influence plutôt indirecte et morale avec leur idéal austère lié à une théologie de la prédestination.

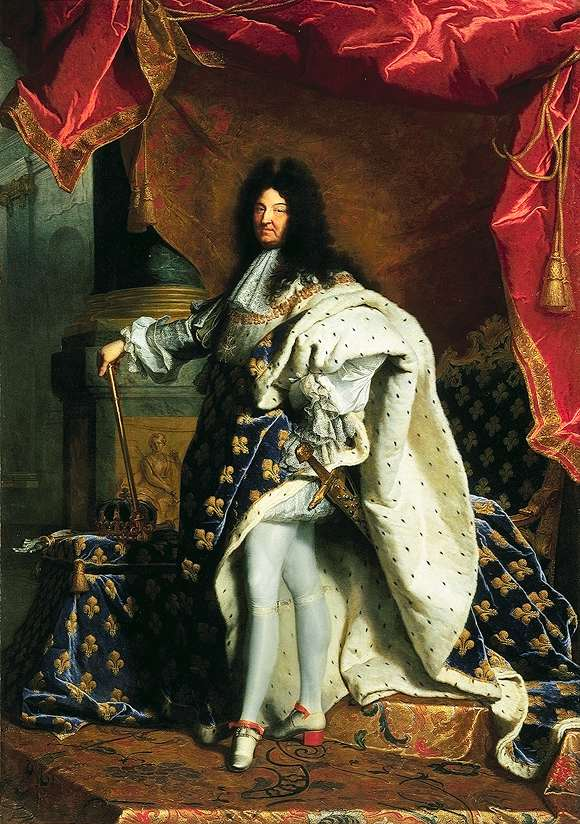
Louis XIV.

Tous ces éléments vont peser dans le domaine esthétique et dans l’importance relative des deux courants qui dominent le siècle : d’abord le mouvement baroque, plus long et paneuropéen, puis le classicisme, plus spécifiquement français et moins long, lié au « siècle de Louis XIV ». Si le baroque est une esthétique de l’incertain, du flou et de la surabondance, le classicisme est fait de retenue, d’ordre et d’ambition morale : c’est ce courant qui s’imposera en France dans la deuxième moitié du siècle avec l’intervention du monarque absolu et centralisateur qui encouragera la fondation de nombreuses Académies pour veiller aux principes et aux usages admis de la pensée et des arts (l’Académie française en 1635, l’Académie royale de peinture et de sculpture en 1665, l’Académie des sciences en 1666). 
La Cour et le roi, à Versailles, sont bien, à la fin du XVIIe siècle, en France, les maîtres du bon goût même si la « ville » et sa bourgeoisie commencent à jouer un rôle dans le domaine des arts et de la littérature avec une diffusion plus large des œuvres et un développement de la lecture.
Pour avoir un panorama littéraire du siècle précédent on se reportera à Littérature française du XVIe siècle.

### La codification du langage
En relation avec les salons et les cercles littéraires, commence très tôt un mouvement de codification du langage. Le XVIe siècle s’était occupé d’enrichir la langue française pour la rendre rivale des autres langues anciennes. Les auteurs accueillaient volontiers toute invention. Le XVIIe siècle se charge de la rendre plus précieuse, de l’épurer. Il est plus exigeant et fait la différence entre l’exercice de la pensée et la pratique littéraire ainsi que l’écriture à des fins non esthétiques. L’Académie française se propose de codifier le vocabulaire, la syntaxe, la poétique.
Bien que la culture subisse les conséquences du centralisme politique, à la fin de la période commence à se sentir la contestation de l’imitation des Anciens et en même temps apparaissent une volonté de modernité et un désir qui tient davantage compte de l’évolution historique.

## La variété de la littérature française duXVIIesiècle
Les deux courants qui dominent le siècle sont le baroque et le classicisme, mais ces notions ne seront systématisées que bien plus tard, et, s’il y a débat et opposition esthétiques, il y a aussi souvent cohabitation des deux approches dans une œuvre ou chez un auteur. D’autres orientations, plus mineures, sont également identifiables, ce qui interdit une approche trop simpliste ou simplifiée des créations littéraires du temps : première moitié plutôt baroque, seconde moitié plutôt classique.

### LeBaroque

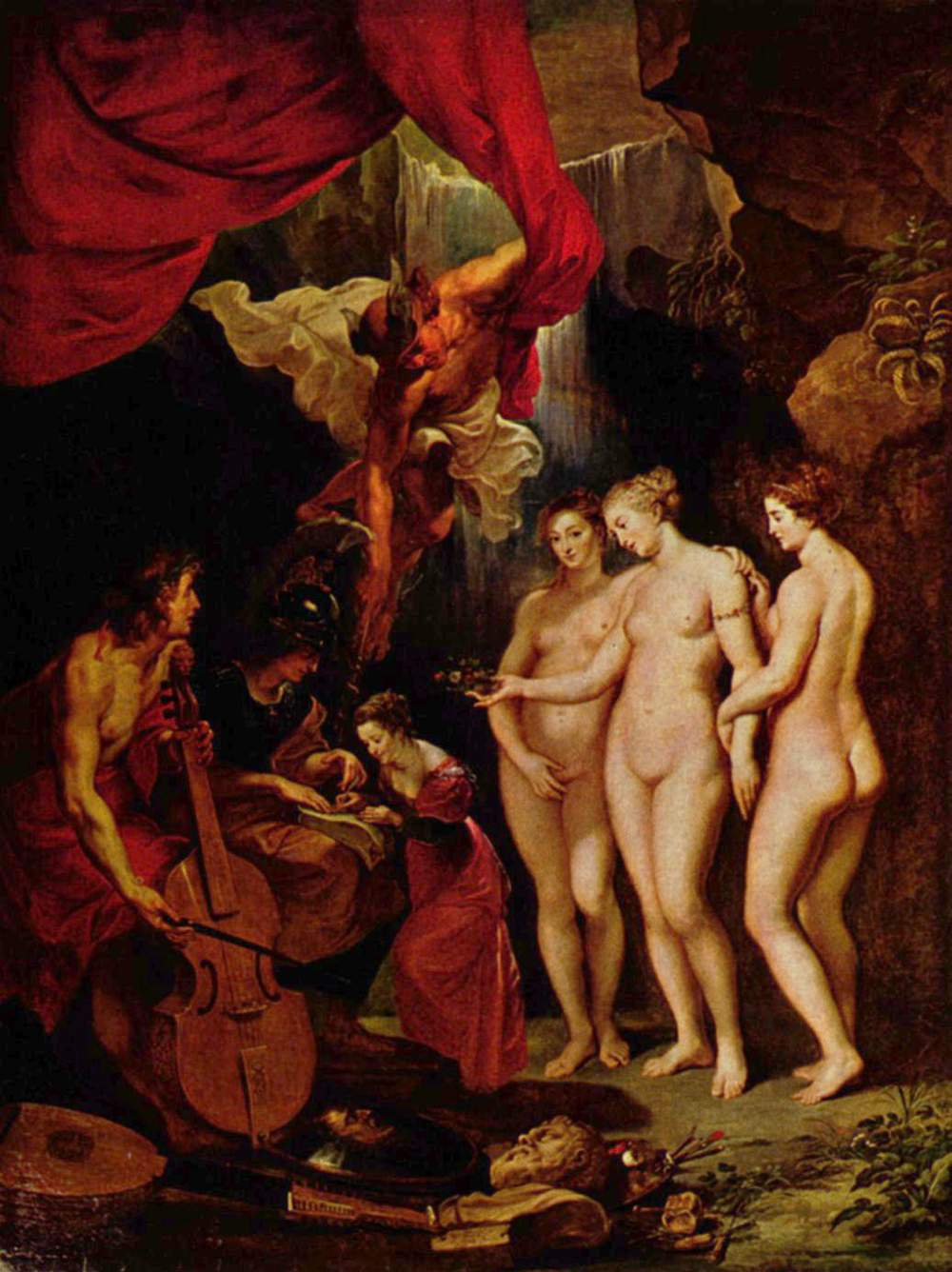
Rubens - L’éducation de Marie de Médicis.

Ce mouvement domine l’Europe du XVIIe siècle. Peu agressif en France, il se développe sous l’influence avant tout de l’Italie, et représente souvent la tendance principale des années 1598 - 1630. Le baroque naît en réaction à l’austérité protestante. Il s'attache à une conception d’un monde instable, d’un monde en transformation incessante. Ce courant est avide de liberté et ouvert à la complexité de la vie. 

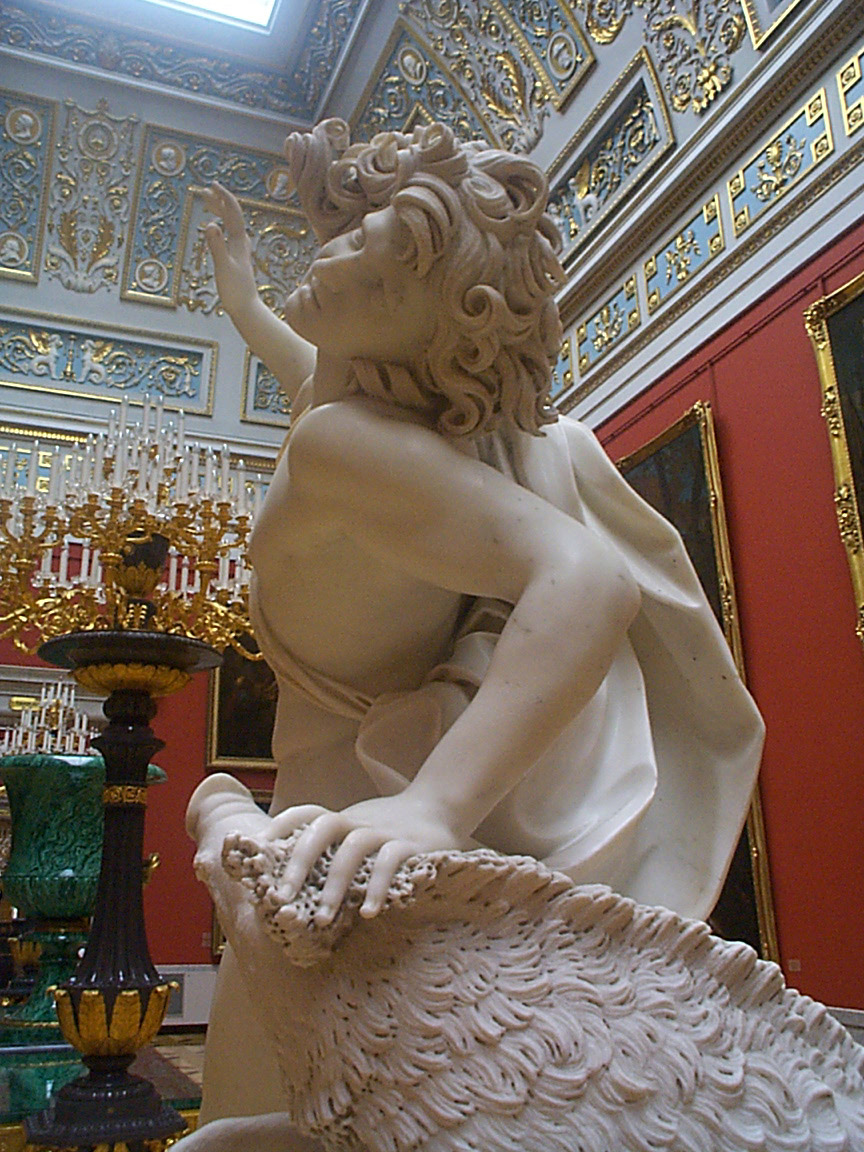
Sculpture baroque.

En littérature il comporte une multitude de tendances contradictoires mais peut se concentrer autour de quelques principes communs : goût de la sensualité, des extrêmes, de l’ornementation, du langage à effets. Les genres privilégiés du baroque sont la poésie avec Théophile de Viau, Pierre de Marbeuf ou Saint-Amant, et le théâtre, influencé par les auteurs espagnols (par exemple l’Illusion comique de Pierre Corneille).
Durant la période de transition qui va de 1630 à 1660, le baroque, bien que peu à peu supplanté déjà par le classicisme, continue encore à jouer son rôle. Il est présent dans le courant précieux, le courant burlesque et le courant libertin. Cependant ces trois courants ne se confondent pas avec le baroque, mais chacun développe, de façon privilégiée, un de ses aspects.

#### Une sélection d'écrits baroques en français (aventure)
- Madeleine de Scudéry (1607–1701)
  - Ibrahim, ou l'illustre Bassa (4 vols. 1641)
  - Artamène, ou le Grand Cyrus (10 vols. 1648–1653)
  - Clélie, histoire romaine (10 vols. 1654–1661)
  - Almahide, ou l'esclave reine (8 vols. 1661–1663)
- Roland Le Vayer de Boutigny
  - Mithridate (1648–51)
- Gautier de Costes de La Calprenède
  - Cassandre (10 vols. 1642–1645)
  - Cleopatre (1646–57)
  - Faramond (1661)

#### Une sélection d'écrits baroques en français (comique)
- Agrippa d'Aubigné (1552–1630)
  - Les Aventures du baron de Faeneste (1617, 1619, 1630)
- Béroalde de Verville (1556–1626)
  - Le Moyen de parvenir (c.1610)
- François du Souhait (c.1570/80 –1617)
  - Histoires comiques (1612)
- Molière d'Essertine (c.1600–1624)
  - Semaine amoureuse (1620)
- Charles Sorel (1602–1674)
  - L'histoire comique de Francion (1622)
  - Nouvelles françoises (1623)
  - Le Berger extravagant (1627)
- Jean de Lannel (c.1550-c.1630)
  - Le Roman satyrique (1624)
- Antoine-André Mareschal (*-*)
  - La Chrysolite (1627)
- Paul Scarron (1610–1660)
  - Virgile travesti (1648–53)
  - Le Roman comique (1651–57)
- Cyrano de Bergerac (Hector Savinien) (1619–1655)
  - Histoire comique des États et Empires de la Lune (1657)
  - Histoire comique des États et Empires du Soleil (1662)

Quelques autres romanciers : Marin Le Roy de Gomberville, Jean Ogier de Gombauld, François de Rosset, Jean-Pierre Camus.

### LeCourant précieux
La préciosité est un mouvement européen des lettres qui atteint son apogée en France dans les années 1650-1660. C’est un courant esthétique d’affirmation aristocratique marqué par un désir de se distinguer du commun. Cette volonté d’élégance et de raffinement se manifeste dans le domaine du comportement, des manières, du goût aussi bien que dans celui du langage. « La préciosité est aussi un phénomène social entrainé par l'importance toute nouvelle des salons et par le rôle accru des femmes. ». Antoine Baudeau de Somaize en constitue un Grand Dictionnaire des Précieuses en 1660.
La société précieuse s’épanouit dans les salons dont les plus célèbres sont ceux de la marquise de Rambouillet et de Madeleine de Scudéry. D’abord aristocratiques, ces salons s’ouvrent peu à peu à des écrivains bourgeois après l’échec de la Fronde. La volonté d’élégance dans la conversation, la recherche de pureté du vocabulaire en proscrivant les jargons, les archaïsmes, le langage populaire et l’invention de termes nouveaux ou de périphrase remplaçant des noms d’objets réputés bas ou seulement trop ordinaires, conduisent à des abus dont se moquera Molière dans Les Précieuses ridicules.

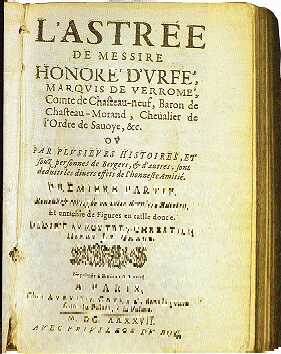
L’Astrée, édition du XVIIe siècle.

Cette esthétique de la virtuosité stylistique (Caude Puzin) se manifeste en poésie : Voiture (1597-1648), Montausier (1610-1690), Malleville (1597-1647), Benserade (1612-1691). L'Espagnol Gongora (1561-1627) est la référence.
La littérature romanesque est un des sujets privilégiés de ces salons et les auteurs transposent dans leurs romans-fleuves ce monde raffiné qui revendique aussi une place centrale pour l’amour idéalisé.
Avec précaution, on peut repérer une évolution du genre romanesque lié à cette esthétique particulière avec d’abord, au début du siècle, le roman pastoral et sentimental d’Honoré d'Urfé, L'Astrée, en 1607, puis les romans héroïques dont les traits communs sont la peinture des mœurs aristocratiques, les nombreuses aventures et l’étude des personnages en particulier dans la relation amoureuse. Les principaux auteurs sont Marin Le Roy de Gomberville (1600 ?-1674) avec Carithée (1621) ou Polexandre (5 volumes, 1632-1637), et Gautier de Costes de La Calprenède (1614-1663), avec Cassandre (1642-1645) en 10 volumes, Cléopâtre, la belle Égyptienne (1646-1658), 12 volumes, ou Faramond ou l’Histoire de France dédiée au Roy (1661-1670, 7 volumes - inachevé).
On placerait à part, sous l’étiquette étroite de romans précieux à cause de la place faite aux femmes et à l’étude de l’amour, les romans de Madeleine et Georges de Scudéry, en particulier les volumes dus à Madeleine de Scudéry. On citera Ibrahim ou l’Illustre Bassa (1641-1642) et surtout Artamène ou le Grand Cyrus (1649-1653), 10 volumes, et plus encore La Clélie avec sa célèbre carte de Tendre (dix volumes entre 1654 et 1660 dont les premiers ont été signés par Georges de Scudéry).
Les excès du roman « héroïque et précieux » lui attireront des condamnations comme celle de Lenoble qui rejette « les longs Romans pleins de paroles et d’aventures fabuleuses, et vides des choses qui doivent rester dans l’esprit du Lecteur et y faire fruit » (). Par réaction s’élaboreront le roman psychologique dit « classique » comme La Princesse de Clèves de Madame de Lafayette mais aussi des formes parodiques et comiques comme les romans de Scarron et de Francion.

### LeLibertinage

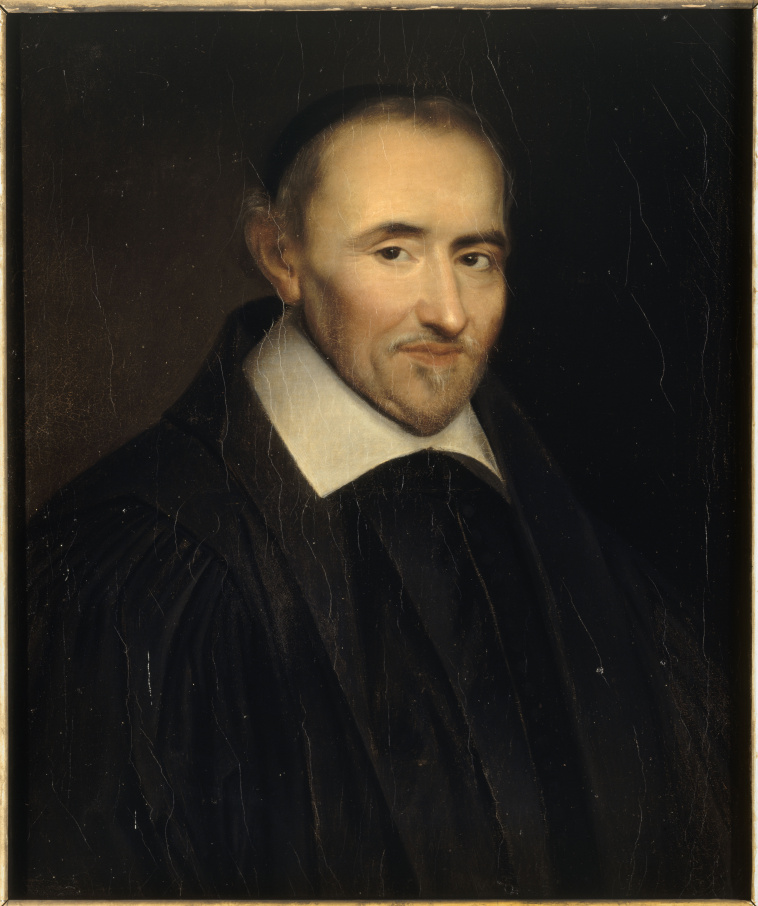
Pierre Gassendi.

Ce courant idéologique part de la philosophie matérialiste de Gassendi. Les libertins (libres penseurs) se détachent de la religion officielle, le christianisme, raillent les pratiques religieuses, manifestent leur indépendance de pensée et tendent à donner à l’existence humaine un sens uniquement terrestre. Ce courant assure ainsi la transition entre l’humanisme de la Renaissance et la philosophie du siècle suivant, celui des Lumières. Cyrano de Bergerac, disciple de Pierre Gassendi, est le représentant le plus éminent de la pensée libertine. Le personnage éponyme de la pièce de Molière, Dom Juan, est emblématique de cette attitude.
Vers 1615 se constitue un groupe de poètes libertins : Boisrobert (1589-1662), Tristan L'Hermite (1601-1655), Saint-Amant (1594-1661) et Théophile de Viau (1590-1626). On peut citer également Nicolas Vauquelin (1567-1649), Jacques Vallée Des Barreaux (1599-1673).
Les principaux "libertins baroques" sont Pierre Charron (1541-1603), Pierre Gassendi (1592-1655), La Mothe le Vayer (1588-1672), Gabriel Naudé (1600-1653) et Saint-Evremond (1614-1703).

### Le registre comique et satirique
Le registre satirique et familier qui caractérise certaines œuvres narratives du XVIIe siècle est l’héritier d’un certain esprit « gaulois » présent dans les nouvelles (ou les « histoires ») du siècle précédent (comme celles de L'Heptaméron de Marguerite de Navarre) qui cherchent à s’ancrer dans le réel pour créer à la fois le rire et la mise en cause. Influencé par le roman picaresque espagnol, ce courant non aristocratique est aussi produit par la réaction contre les excès idéalistes et sentimentaux des romans héroïco-précieux dont se moquent les auteurs satiriques avec des sortes de parodies comiques.

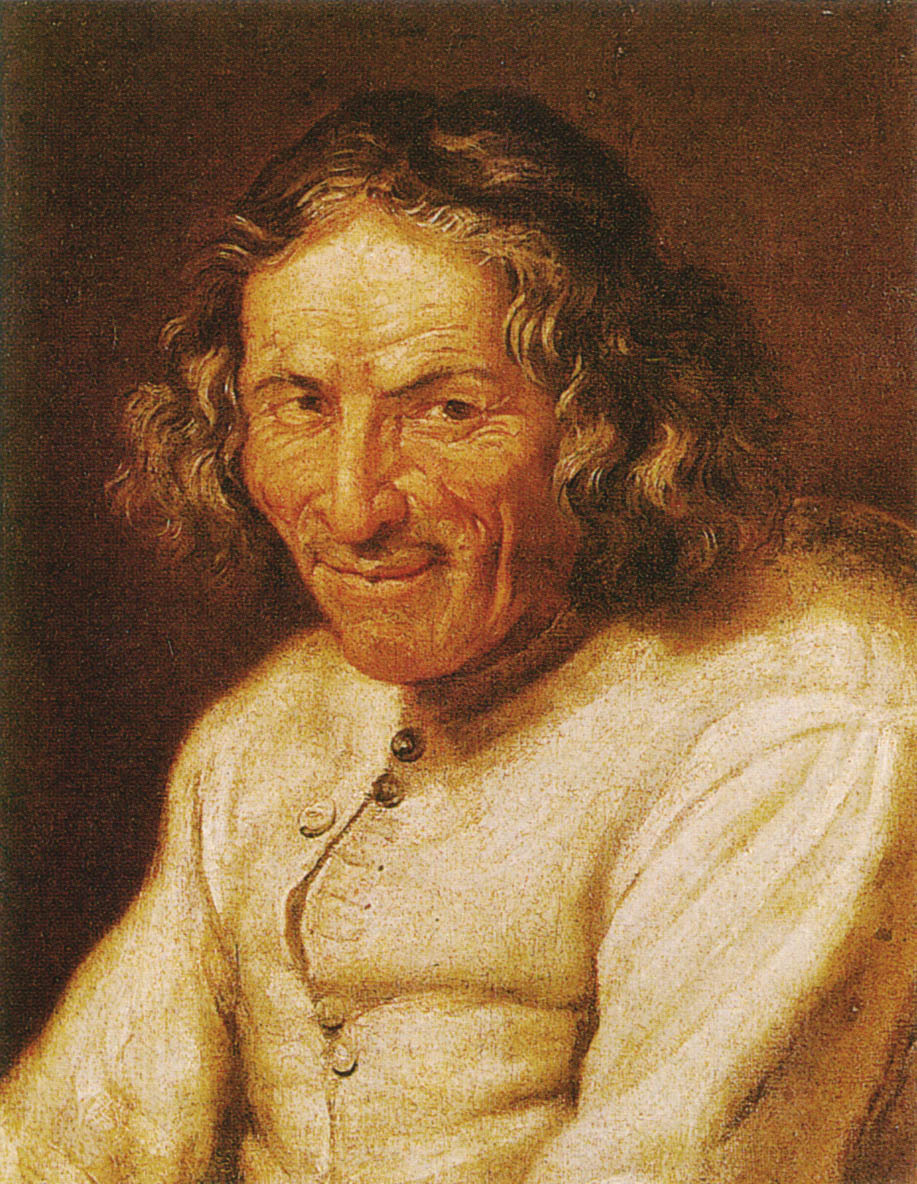
Paul Scarron.

C’est essentiellement dans le genre encore flou du roman que ce courant réaliste et plutôt burlesque sera productif en privilégiant un récit enjoué, parfois embrouillé cependant, avec des personnages communs placés dans des situations souvent plaisantes et quotidiennes. Ils relèvent parfois du peuple ou de la bourgeoisie mais les histoires comiques françaises se distinguent des romans picaresques par des rôles moins populaires. Les héros de Histoire comique de Francion et du Page Disgracié sont des gentilshommes. Le personnage principal du Roman comique est certes né théoriquement dans le peuple mais tout laisse à penser que ses véritables origines pourraient être nobles. Il en a du moins les caractéristiques morales.
Les œuvres les plus notables sont Histoire comique de Francion de Charles Sorel, publié en 1626, Le Roman comique de Paul Scarron, publié en 1651-1657, et Le Roman bourgeois d’Antoine Furetière, publié en 1666, les romans de Cyrano de Bergerac occupant une place à part avec leur mélange d’imagination, de réflexion mais aussi de drôlerie.
Jean de Lannel ouvre la voie avec son Romant satirique (1624), où il essaie de présenter le tableau des désordres et de la corruption qui règnent en France au commencement du règne de Louis XIII.
Le roman de Charles Sorel (1600-1674) Histoire comique de Francion (1623) constitue l’une des œuvres majeures du genre. L’immortalité de l’âme est raillée dans le roman, la hiérarchie sociale, le culte de l’argent et de la puissance sont dénoncés dans un langage savoureux, riche en tournures populaires, en termes colorés, en proverbes.
Le Roman comique (1651-1657) de Paul Scarron (1610-1660) reprend des caractéristiques du travail de Sorel tout en le polissant un peu pour le rendre plus acceptable dans une époque moins libre que celle de l’apparition du Francion. À travers le récit d’une troupe de comédiens sous Louis XIII l’auteur peint avec un réalisme saisissant et beaucoup d’humour les mœurs provinciales.
En 1666, Furetière peint en action les mœurs de la bourgeoisie du temps dans le Roman bourgeois.
Une autre forme de littérature, nettement engagée, consiste en mazarinades (1648-1653), et autres pamphlets, libelles, etc.

### Le classicisme
Le classicisme, une des époques culturelles les plus brillantes de l’histoire de la France, est une expression idéologique et esthétique de la monarchie absolue. Il se développe pendant toute la première partie du siècle et atteint son apogée vers les années soixante. Le classicisme est en liaison étroite avec les courants philosophiques de l’époque, en premier lieu celui du rationalisme de Descartes dont il subit l’influence.

#### Esthétique classique
Elle s’est élaborée au cours des années 1630-1660. L’esthétique classique est fondée sur trois principes essentiels : rationalisme, imitation de la nature, imitation de l’Antiquité. Plus tard, en 1674, dans son Art poétique Nicolas Boileau fait une synthèse de tout ce qui constitue le style classique.

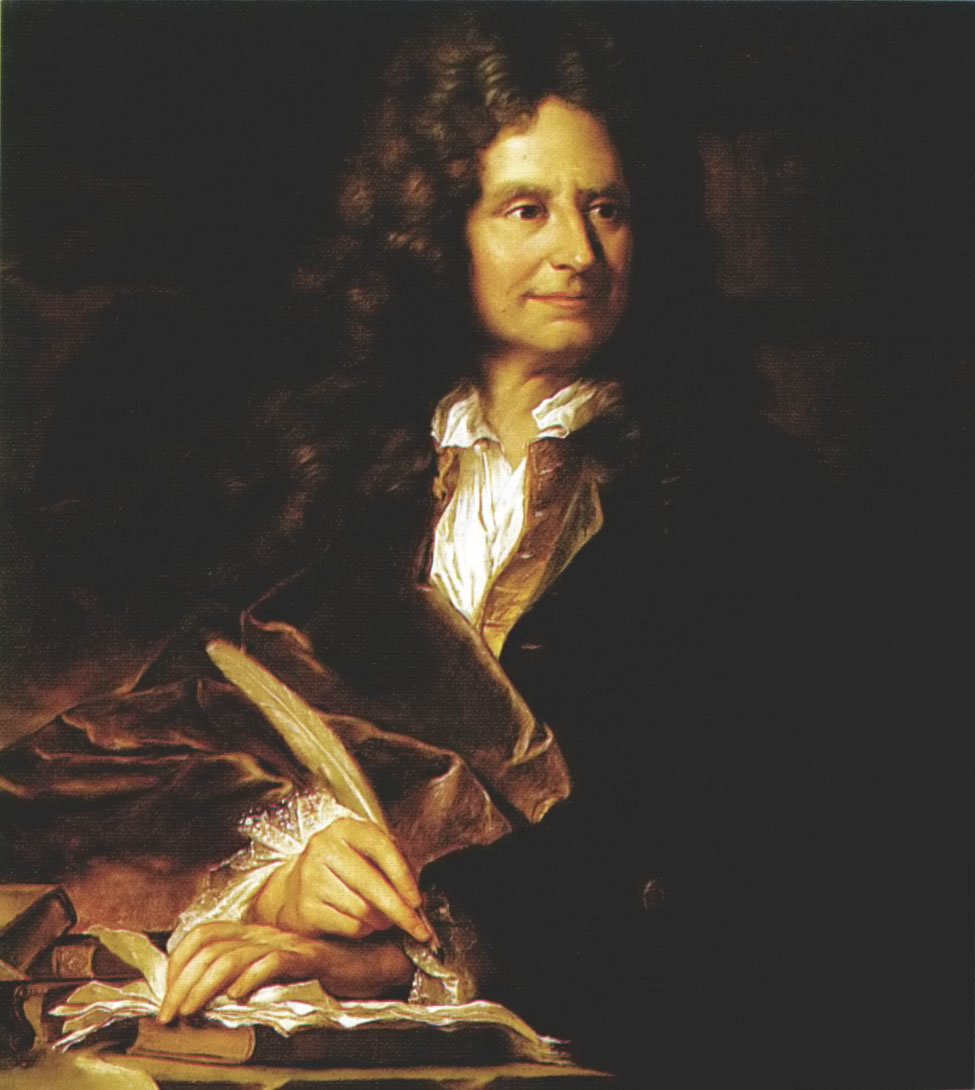
Nicolas Boileau.

Le classicisme établit la suprématie de la raison qui s’exerce par des règles. Peindre le beau et le vrai demeure la grande préoccupation des écrivains. Mais comme les créateurs s’adressent à un public précis, la Cour, l’idéal est d’inspirer le respect du régime royal, le beau est ce qui est conforme à la morale chrétienne. Pour eux, peindre le vrai c’est peindre la nature humaine, peindre l’homme. La peinture des passions humaines, leur analyse, confèrent un caractère psychologique à la littérature classique. Le classicisme répugne à introduire le laid, le bizarre, le fantastique et réduit par là son domaine d’observation. Le beau seul devait être imitable.
Les grands représentants sont Jean Guez de Balzac (1597-1654), Claude Favre de Vaugelas (1585-1650), Jean Chapelain (1595-1674), Dominique Bouhours.

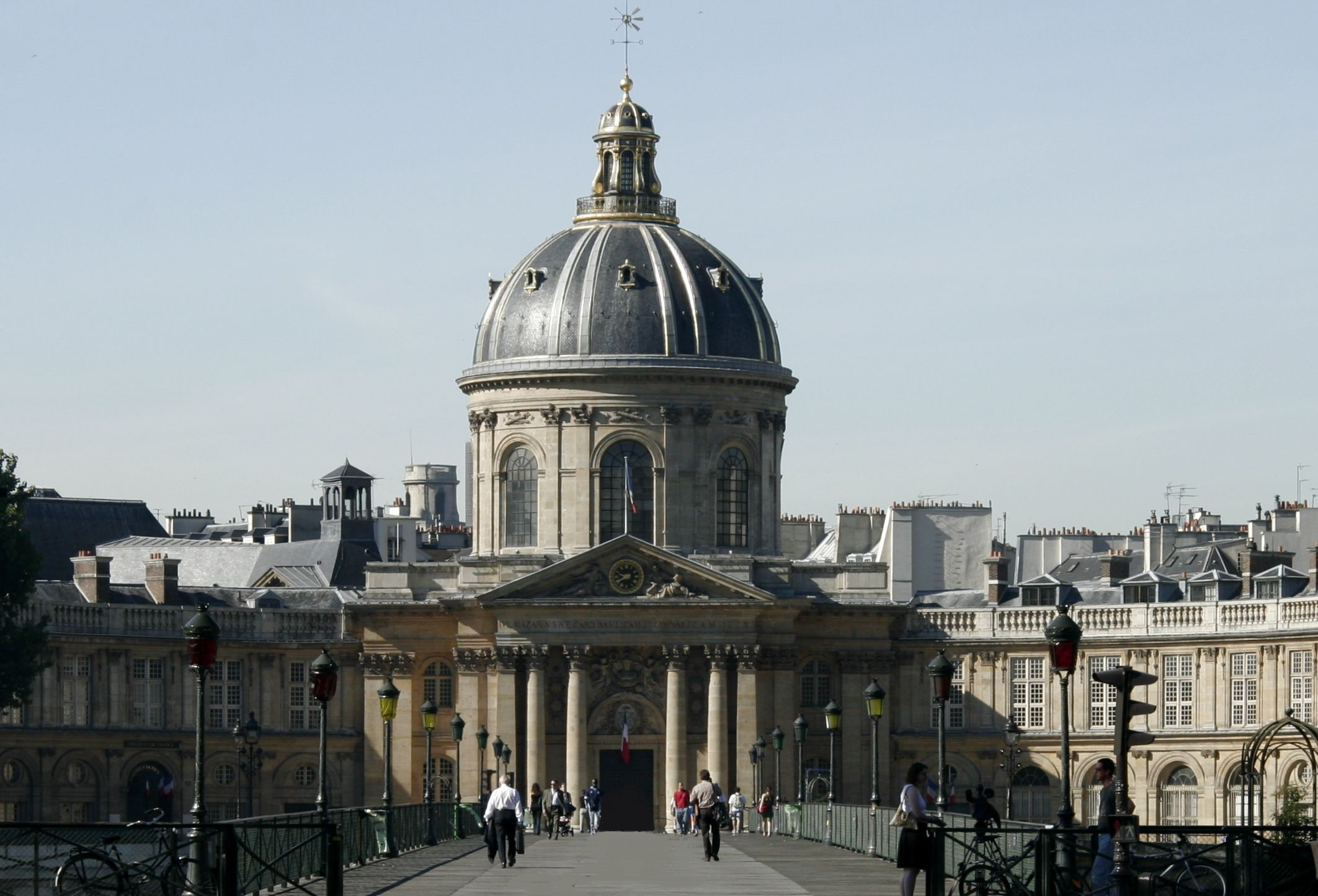
l’Académie française.

Pour leur imitation les écrivains ont besoin de modèles et de maîtres. Pour eux ce sont les Anciens. Et là, tous les grands classiques sont solidaires, tous affirment la nécessité de s’inspirer de leur exemple, de suivre leurs préceptes et même de puiser des sujets et des images dans leurs œuvres, dans l’histoire antique. Mais comme tout chez les Anciens n’était pas imitable, les écrivains adaptent les sujets empruntés au goût de l’époque, aux exigences théoriques du classicisme.

#### Le théâtre classique
Au XVIIe siècle les doctes de l’âge classique comme Nicolas Boileau dans son Art poétique ont cherché à renforcer la codification formelle entre tragédie et comédie en se référant à Aristote. L’esthétique classique, originalité française qui contrebat le foisonnement baroque, définira des règles qui feront d’ailleurs débat comme en témoignent la « querelle du Cid » avec les remontrances de l’Académie française et les préfaces des dramaturges comme celle de Bajazet de Jean Racine qui justifiera le remplacement de l’éloignement temporel par l’éloignement géographique. « La grande règle » étant de « plaire » aux esprits éclairés, l’art classique va recommander des conventions qui doivent conduire à la réussite et à la grandeur de l’œuvre de théâtre, celui-ci étant considéré alors comme un art littéraire majeur.
Pour l’âge classique l’art a une fonction morale : le théâtre doit donc respecter la règle de bienséance en exclusion de tout ce qui irait contre la morale, la violence « obscène » ne doit par exemple pas être montrée sur scène, et les comportements déviants doivent être châtiés comme Don Juan à la fin de la pièce de Molière ou Phèdre dans l’œuvre de Racine. L’art doit « purger les passions (la catharsis aristotélicienne) avec la tragédie et corriger les mœurs en riant avec la comédie ». Cette bienséance et cette volonté morale s’accompagnent de la bienséance langagière, même si la comédie est plus libre dans ce domaine. La volonté d’exemplarité impose aussi un souci du naturel et du vraisemblable, parfois en conflit avec le vrai. Les auteurs doivent ainsi défendre la cohérence des personnages et rechercher l’universalité en se plaçant dans la continuité des Anciens dont la survie littéraire démontre qu’ils avaient su parler de l’homme avec justesse, ce qui demeure le but d’un théâtre moraliste et non de « pur divertissement ».
L’esprit classique a aussi le goût de l’équilibre, de la mesure, de l’ordre, de la raison, et un souci d’efficacité d’où découle le principe d’unité que résume Boileau dans deux vers célèbres de son Art poétique : « Qu’en un lieu, qu’en un jour, un seul fait accompli // Tienne jusqu’à la fin le théâtre rempli ». On définit donc la règle des trois unités :
« L’unité d’action » évite la dispersion et l’anecdotique en renforçant la cohérence. « L’unité de temps » resserre l’action et la rapproche du temps de la représentation. « L’unité de lieu » cherche à faire correspondre le lieu de l’action et le lieu scénique : il s’agira donc d’un lieu accessible à tous les personnages (entrée, antichambre, salle du trône…)
Une quatrième unité est également mise en avant : « l’unité de ton » liée à la séparation des genres (tragédie et comédie) avec des sujets propres, des types de personnages spécifiques, des niveaux de langue et de ton dans un objectif différent : divertir et donner une leçon avec la comédie, et purger les passions (catharsis) par l’émotion (terreur et pitié) avec la tragédie.
François Hédelin, abbé d'Aubignac, publie en 1657 un ouvrage de référence, La Pratique du Théâtre.

##### L’opposition tragédie / comédie
|             | Tragédie | Comédie |
| Ressort     | purgation des passions par l’émotion (cf. Aristote : catharsis- terreur et pitié)                                                              | corriger les mœurs en riant |
| Action      | aventure extraordinaire éloignée dans le temps (légendes, mythes, histoire de l’Antiquité)                                                     | aventure ordinaire et contemporaine (argent, ambition sociale, mariage, tromperie conjugale…) |
| Personnages | hors du commun (rois, guerriers…) | familiers (bourgeoisie, peuple, petite aristocratie) |
| Tonalité    | fatalité et mort, destin individuel et collectif inaltérables face aux divinités, universalité de la condition humaine (dénouement malheureux) | réalisme relatif (reflet d’une société donnée - vieillissement ? - mais aussi travers humains éternels) + rire ou sourire, effets comiques variés et fin heureuse (farce grossière ou finesse - comique de mots, de gestes, de situation, de caractère, de mœurs) |
| Forme       | langue soutenue, alexandrins, 5 actes | langue standard ou familière (en prose ou en vers, en 1, 3 ou 5 actes) |
| Règles      | trois unités (temps, lieu, action), vraisemblance et bienséance                                                                                | souplesse |
| Titre       | nom propre (Andromaque, Phèdre, Horace...) | nom commun ou personnage collectif (L’Avare, Les Femmes savantes, Le Misanthrope…) |

###### La tragédie
Nombreux sont les auteurs de tragédies mais deux d’entre eux la conduisent à sa perfection : Pierre Corneille (1606-1684) et Jean Racine (1639-1699).

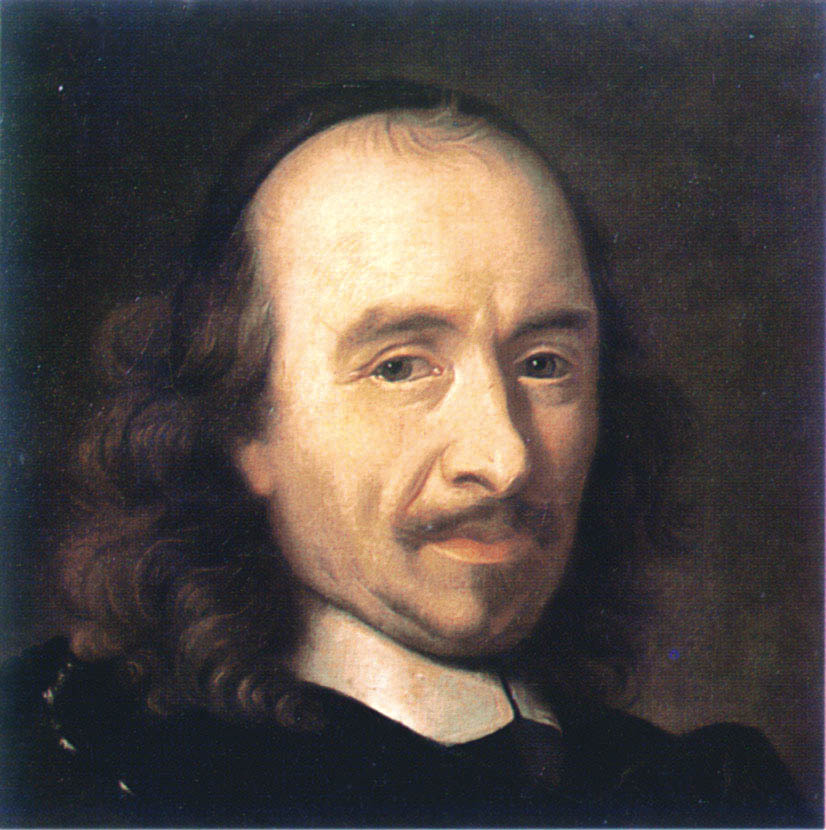
Pierre Corneille.

- Corneille prête un grand intérêt aux affaires d’État : le salut de Rome (Horace), le sort de la ville de Séville, menacée par les Maures (le Cid). Le Cid (1637) fait date dans l’histoire du théâtre. C’est la première véritable œuvre classique. L’action des pièces de Corneille, pour la plupart historiques, est complexe et parfois chargée d’événements. L’auteur ne se lasse pas de peindre des individualités fortes et volontaires telles Rodrigue, Chimène, Horace, Auguste, Polyeucte pour qui l’appel de l’honneur est irrésistible. En choisissant ces exemples d’énergie humaine, Corneille donne des modèles de conduite dont la politique de la monarchie absolue avait besoin.Jean Racine.

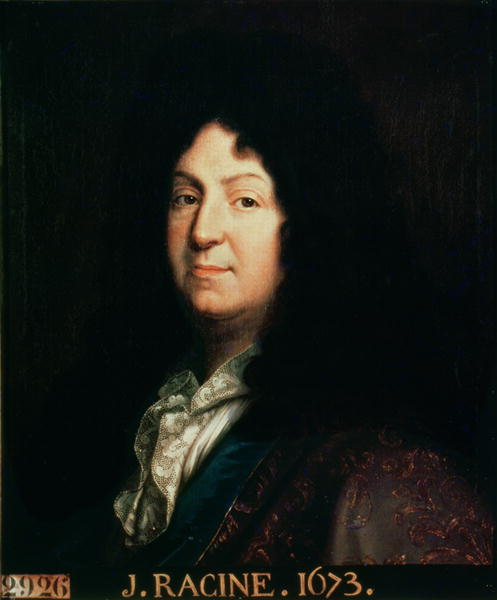
Jean Racine.

- Racine quant à lui appartient à la génération suivante, plus strictement « classique » et peint la passion comme une force fatale qui détruit celui qui en est possédé. Réalisant l’idéal de la tragédie classique, il présente une action simple, claire, dont les péripéties naissent de la passion même des personnages. Les tragédies profanes (c’est-à-dire Esther et Athalie exclues) présentent un couple de jeunes gens innocents, à la fois unis et séparés par un amour impossible parce que la femme est dominée par le roi (Andromaque, Britannicus, Bajazet, Mithridate) ou parce qu’elle appartient à un clan rival (Aricie dans Phèdre). Cette rivalité se double souvent d’une rivalité politique, sur laquelle Racine n’insiste guère.

###### Les comédies deMolière
Le génie de Molière (1622-1673) est inséparable de l’histoire du théâtre classique français. Ses comédies de mœurs et de caractère représentent une véritable galerie de la société du XVIIe siècle.

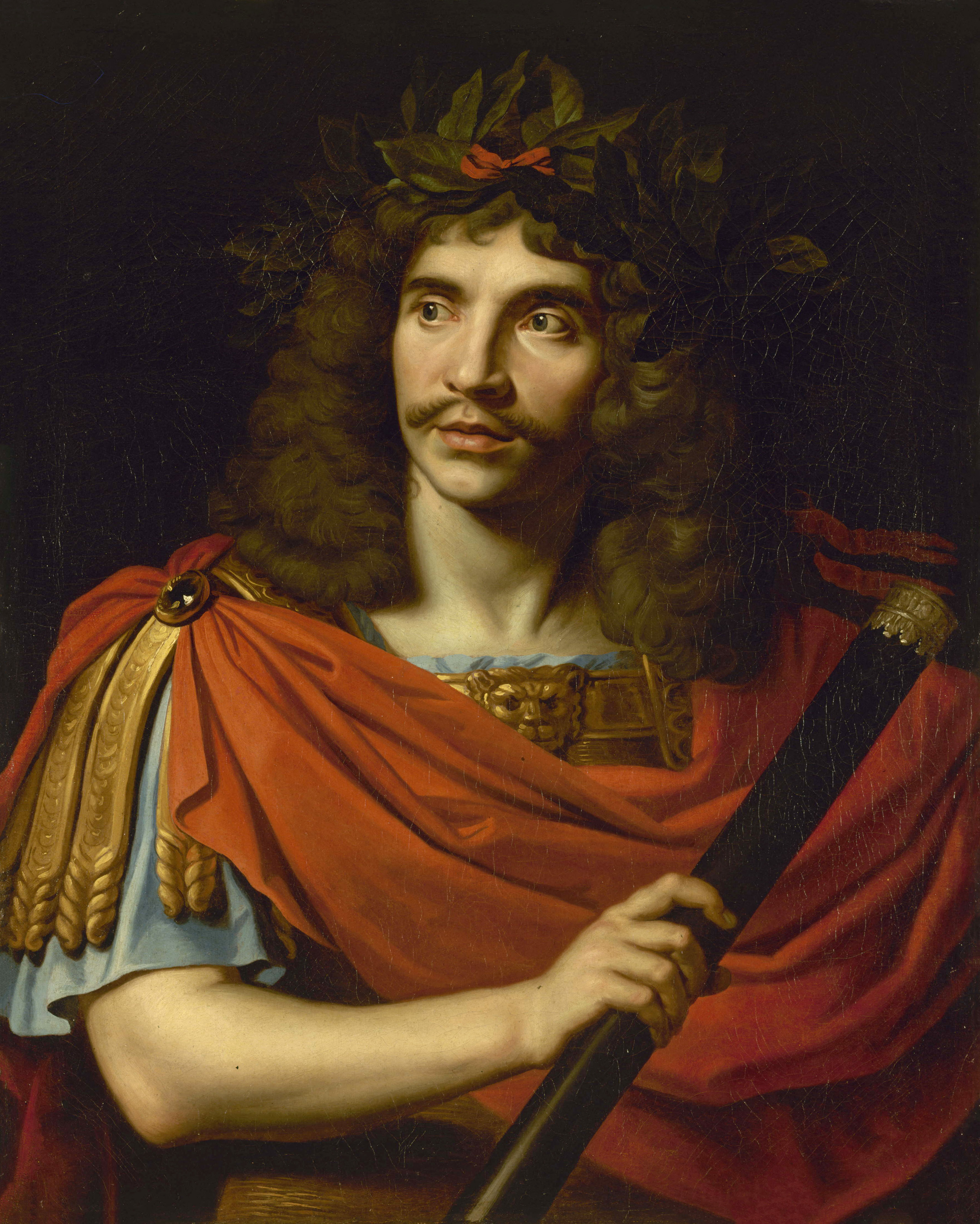
Molière dessiné par Pierre Mignard en 1658

##### Principaux dramaturges et pièces
- Antoine de Montchrestien (c.1575–1621)
  - Sophonisbe, ou La Cathaginoise, ou La Liberté (tragédie, 1596)
  - La Reine d'Écosse, ou L'Écossaise (tragédie, 1601)
  - Aman (tragédie, 1601)
  - La Bergerie (pastorale, 1601)
  - Hector (tragédie, 1604)
- Jean de Schelandre (c.1585–1635)
  - Tyr et Sidon, ou les funestes amours de Belcar et Méliane (1608)
- Alexandre Hardy (1572–c.1632)
  - Scédase, ou l'hospitalité violée (tragédie, 1624)
  - La Force du sang (tragicomédie, 1625, d'après Cervantès)
  - Lucrèce, ou l'Adultère puni (tragédie, 1628)
- Honorat de Bueil, seigneur de Racan (1589–1670)
  - Les Bergeries (pastorale, 1625)
- Théophile de Viau (1590–1626)
  - Les Amours tragiques de Pyrame et Thisbé (tragédie, 1621)
- François le Métel de Boisrobert (1589–1662)
  - Didon la chaste ou Les Amours de Hiarbas (tragédie, 1642)
- Jean Mairet (1604–1686)
  - La Sylve (tragicomédie pastorale) c.1626
  - La Sylvanire, ou La Morte-vive (tragicomédie pastorale, 1630)
  - La Sophonisbe (tragédie, 1634)
  - La Virginie (tragicomédie, 1636)
- Tristan L'Hermite (1601–1655)
  - Mariamne (tragédie, 1636)
  - La Mort de Sénèque (tragédie, 1644)
  - La Mort de Crispe (tragédie, 1645)
  - Le Parasite (comédie, 1653)
- Jean de Rotrou (1609–1650)
  - La Bague de l'oubli (comédie, 1629)
  - Le Véritable Saint Genest (tragédie, 1645)
  - Venceslas (tragicomédie, 1647)
  - Cosroès (tragédie, 1648)
- Pierre Corneille (1606–1684)
  - Mélite (comédie, 1629)
  - Clitandre (tragicomédie, ultérieurement modifiée en tragédie, 1631)
  - La Veuve (comédie, 1631)
  - La Place Royale (comédie, 1633)
  - Médée (tragédie, 1635)
  - L'Illusion comique (comédie, 1636)
  - Le Cid (tragicomédie, ultérieurement modifiée en tragédie, 1637)
  - Horace (tragédie, 1640)
  - Cinna (tragédie, 1640)
  - Polyeucte (tragédie, 1641)
  - La Mort de Pompée (tragédie, 1642)
  - Le Menteur (comédie, 1643)
  - Rodogune (tragédie, 1644)
  - Héraclius, empereur d'Orient (tragédie, 1647)
  - Don Sanche d'Aragon (comédie héroïque, 1649)
  - Nicomède (tragédie, 1650)
  - Sertorius (tragédie, 1662)
  - Sophonisbe (tragédie, 1663)
  - Othon (tragédie, 1664)
  - Tite et Bérénice (comédie héroïque, 1670)
  - Suréna (tragédie, 1674)
- Pierre du Ryer (1606–1658)
  - Lucrèce (tragédie, 1636)
  - Scévola (tragédie, 1644)
- Jean Desmarets de Saint-Sorlin (1595–1676)
  - Les Visionnaires (comédie, 1637)
  - Erigone (tragédie en prose, 1638)
  - Scipion (tragédie en vers, 1639)
- François Hédelin, abbé d'Aubignac (1604–1676)
  - La Cyminde (1642)
  - La Pucelle d'Orléans (1642)
  - Zénobie (tragédie, 1647)
  - Le Martyre de Sainte Catherine (tragédie, 1650)
- Paul Scarron (1610–1660)
  - Jodelet (1645)
  - Don Japhet d'Arménie (1653)
- Isaac de Benserade (c.1613–1691)
  - Cléopâtre (tragédie, 1635)
- Molière (pseudonyme de Jean-Baptiste Poquelin) (1622–1673)
  - Les Précieuses ridicules (comédie, 1659)
  - L’École des femmes (comédie, 1662)
  - Tartuffe ou L'Imposteur (comédie, 1664)
  - Dom Juan ou le Festin de pierre (tragi-comédie, 1665)
  - Le Misanthrope (comédie, 1666)
  - L'Avare (comédie, 1668)
  - Le Bourgeois gentilhomme (comédie, 1670)
  - Les Fourberies de Scapin (comédie, 1671)
  - Les Femmes savantes (comédie, 1672)
  - Le Malade imaginaire (comédie, 1673)
- Thomas Corneille (1625–1709, frère de Pierre Corneille)
  - Timocrate (tragédie, 1659, plus grand succès du siècle, avec 80 représentations)
  - Ariane (tragédie, 1672)
  - Circé (tragicomédie, 1675, coécrit avec Donneau de Visé)
  - Psyché (opéra, 1678, en collaboration avec Molière et Jean-Baptiste Lully)
  - La Devineresse (comédie, 1679, coécrit avec Donneau de Visé)
  - Bellérophon (opéra, 1679)
  - Médée (tragédie, 1693)
- Philippe Quinault (1635–1688)
  - Alceste (tragédie musicale, 1674)
  - Proserpine (tragédie musicale, 1680)
  - Amadis de Gaule (tragicomédie musicale, 1684)
  - Armide (tragicomédie musicale, 1686)
- Jean Racine (1639–1699)
  - La Thébaïde (tragédie, 1664)
  - Alexandre le Grand (tragédie, 1665)
  - Andromaque (tragédie, 1667)
  - Les Plaideurs (comédie, 1668)
  - Brittanicus (tragédie, 1669)
  - Bérénice (tragédie, 1670)
  - Bajazet (tragédie, 1672)
  - Mithridate (tragédie, 1673)
  - Iphigénie en Aulide (tragédie, 1674)
  - Phèdre (tragédie, 1677)
  - Esther (tragédie, 1689)
  - Athalie (tragédie, 1691)
- Jacques Pradon (1632–1698)
  - Pyrame et Thisbé (tragédie, 1674)
  - Tamerlan, ou la mort de Bajazet (tragédie, 1676)
  - Phèdre et Hippolyte (tragédie, 1677)
- Jean-François Regnard (1655–1709)
  - Le Joueur (comédie, 1696)
  - Le Distrait (comédie, 1697)
  - Le Légataire universel (comédie, 1708)
- Jean Galbert de Campistron (1656–1723)
  - Andronic (tragédie, 1685)
  - Tiridate (tragédie, 1691)
- Florent Carton Dancourt (1661–1725)
  - Le Chevalier à la mode (comédie, 1687)
  - Les Bourgeoises à la mode (comédie, 1693)
  - Les Bourgeoises de qualité (comédie, 1700)
- Alain-René Lesage (1668–1747)
  - Turcaret (comédie, 1708)
- Prosper Jolyot de Crébillon (1674–1762)
  - Idoménée (tragédie, 1705)
  - Atrée et Thyeste (tragédie, 1707)
  - Électre (tragédie, 1709)
  - Rhadamiste et Zénobie (tragédie, 1711)

#### Le roman psychologique

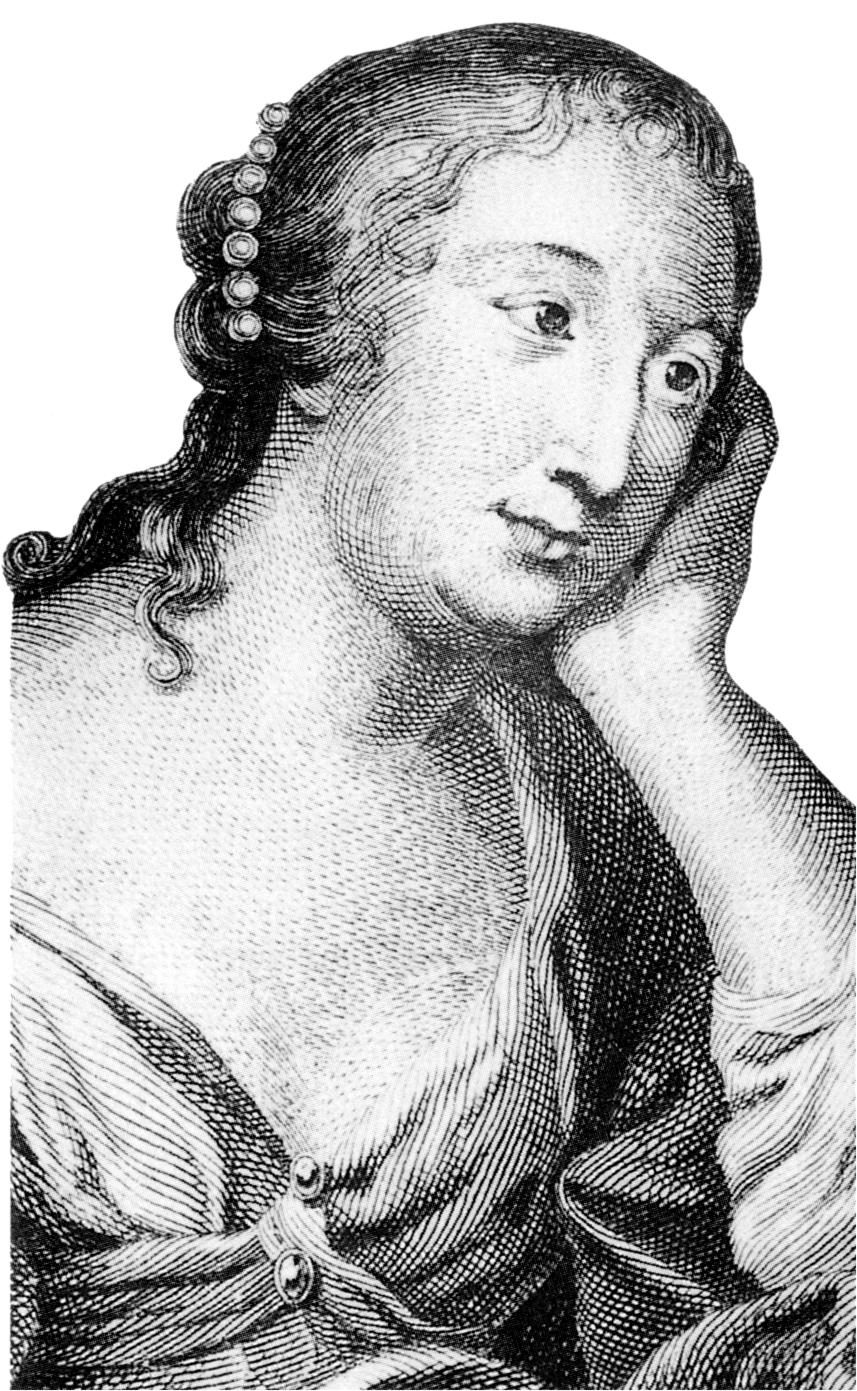
Marie-Madeleine de La Fayette.

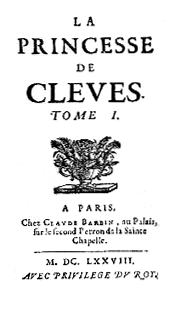
La princesse de Clèves

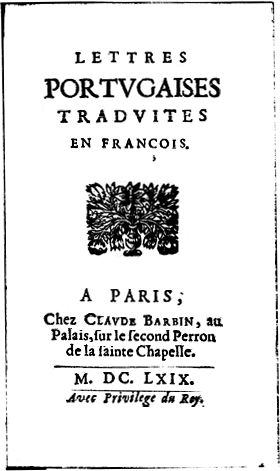
Lettres portugaises

Madame de La Fayette, avec La Princesse de Clèves inaugure avec la maîtrise de la forme et le souci de la peinture des sentiments dans un contexte réel, un genre appelé à une spectaculaire postérité.
Parmi les principaux romans classiques on trouve :
- Jean Renaud de Segrais Nouvelles françoises (1658)
- Madame de Lafayette La princesse de Montpensier (1662)
- Roger de Bussy-Rabutin Histoire amoureuse des Gaules (1665)
- Madame de Villedieu Journal amoureux (1669)
- Jean Donneau de Visé Nouvelles galantes et comiques (1669)
- Gabriel de Guilleragues : Lettres portugaises (1669)
- Madame de Villedieu Annales galantes (1670)
- Madame de Lafayette Zaïde (1671)
- Madame de Villedieu Amour des grands hommes (1671)
- César Vichard de Saint-Réal Dom Carlos (1672)
- Madame de Villedieu Les Désordres de l’amour (1675)
- Jean de Préchac L'Héroïne mousquetaire (1677)
- Jean de Préchac Le voyage de Fontainebleau (1678)
- Madame de Lafayette La Princesse de Clèves (1678)
- Jean de Préchac L'Illustre Parisienne, histoire galante et véritable (1679)

#### La poésie
François Malherbe codifie au début du siècle les règles de la versification et est salué par Boileau qui brille dans la poésie d’idées avec son Art poétique ou ses Satires.
Principaux poètes :
- François de Malherbe (1555–1628)
- Honoré d'Urfé (1567–1625)
- Jean Ogier de Gombaud (1570?–1666)
- Mathurin Régnier (1573–1613, neveu de Philippe Desportes)
- Robert Angot (1581-1640)
- François Maynard (1582–1646)
- Honorat de Bueil, seigneur de Racan (1589–1670)
- Théophile de Viau (1590–1626)
- François le Métel de Boisrobert (1592–1662)
- Antoine Gérard de Saint-Amant (1594–1661)
- Jean Chapelain (1595–1674)
- Jean Desmarets de Saint-Sorlin (1595-1676)
- Pierre de Marbeuf (1596-1645)
- Vincent Voiture (1597–1648)
- Jacques Vallée Des Barreaux (1599–1673)
- Charles de Vion d'Alibray (vers 1600-vers 1653)
- Tristan L'Hermite (1601?–1655)
- André Mareschal (1605-1648)
- Pierre Corneille (1606–1684)
- Paul Scarron (1610–1660)
- Isaac de Benserade (1613–1691)
- Georges de Brébeuf (1618–1661)
- Jean de La Fontaine (1621–1695)
- Nicolas Boileau-Despréaux (1636–1711)
- Guillaume Amfrye de Chaulieu (1639–1720)
- Jean-François Regnard (1655–1709)

##### Une œuvre singulière: LesFablesdeLa Fontaine

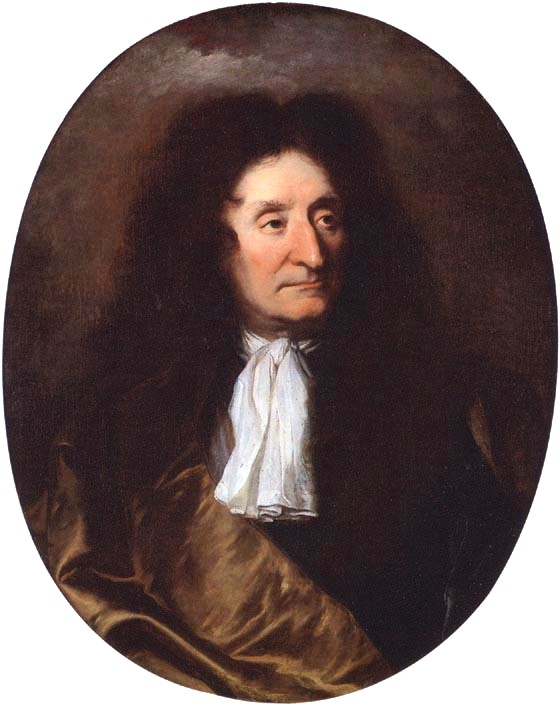
Jean de La Fontaine.

À travers un genre mineur et non codifié, La Fontaine (1621-1695) s’inspire, comme les autres classiques, dans ses fables, des Anciens mais aussi du folklore français et du folklore étranger. Il imite ses maîtres avec une grande liberté. Tout comme les personnages de Molière, ses personnages représentent toutes les couches sociales. En moraliste La Fontaine dépeint toute la société française de la seconde moitié du siècle. La recherche du bonheur, l’homme et le pouvoir sont les deux thèmes chers à La Fontaine qu’on retrouve dans ses Fables (1668-1696). La fable qui était avant La Fontaine, un genre bref où l’anecdote se hâtait vers la morale, devient chez lui une ample comédie où tout est mis à sa place : le décor, les personnages, le dialogue.

#### Les «moralistes»

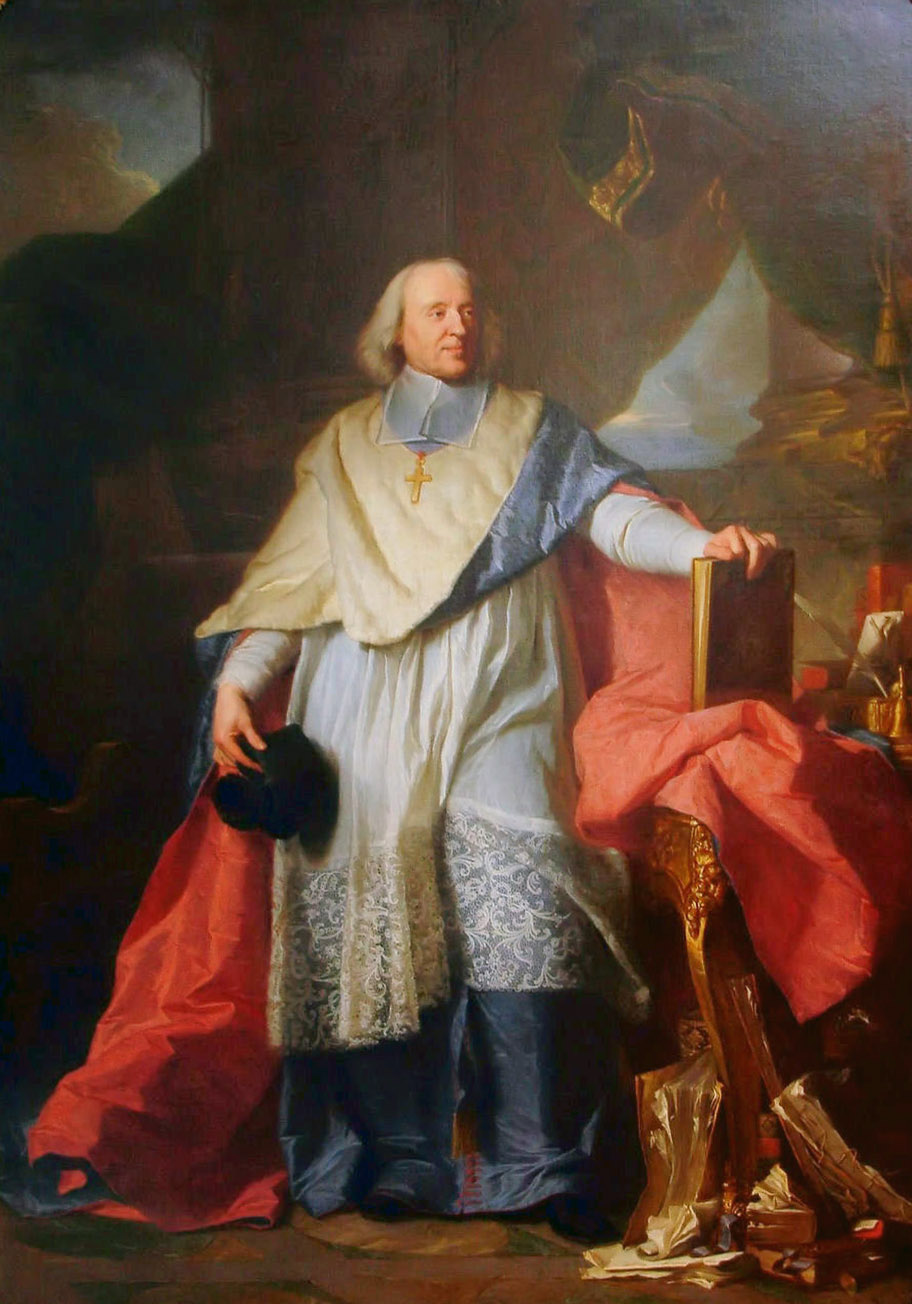
Jacques-Bénigne Bossuet.

On nomme ainsi les auteurs qui dans des genres divers ont exploré le comportement des hommes comme François de Sales (1567-1622), Pierre de Bérulle (1575-1629), Blaise Pascal (1623-1662), Jacques-Bénigne Bossuet (1627-1704).
Le genre mondain des maximes est bien représenté avec François de La Rochefoucauld (1613-1680, les Maximes), La Bruyère (1645-1696, les Caractères), Madame de Sablé (1599-1678), Rancé (1626-1700).

#### Les mémorialistes: historiographes, historiens
Le terme de mémorialistes regroupe des œuvres historiographiques :
- Philippe Gourreau de la Proustière (1611-1694),
- Jean-François Paul de Gondi, cardinal de Retz (1613-1679),
- Roger de Bussy-Rabutin (1618-1693),
- Gaspard de Tende (1618-1697),
- Gédéon Tallemant des Réaux (1619-1692, Historiettes,
- Paul Pellisson (1624-1693),
- Louis de Rouvroy, duc de Saint-Simon (1675-1755). Ce dernier, né à la fin du XVIIe siècle, a écrit ses « mémoires » au cours de la première moitié du XVIIIe siècle et est classé par certains pour un écrivain classique du XVIIe siècle alors que son style, en réalité très novateur, a inspiré par la suite d'autres grands écrivains (François-René de Chateaubriand, Marcel Proust).

#### Des essais
Diverses personnalités et responsables politiques ont rédigé des écrits importants d'analyse économique ou politique : Le cardinal de Richelieu, Mazarin, Colbert, Fouquet, Vauban, Boisguilbert, Jean-François Melon, Richard Cantillon.
Divers individus ont écrit des textes polémiques fort intéressants : Blaise Pascal, Marie de Gournay (Le Grief des Dames (1626).

#### La presse
La presse écrite en France débute :
- Jean Epstein (éditeur) : Les Nouvelles ordinaires de divers endroits (1631)
- Théophraste Renaudot : Le Bureau d'adresse (1629), La Gazette, journal hebdomadaire (1631-1915).

#### Les correspondances privées: épistoliers et épistolières
Les « analyses de l’âme » se retrouvent avec Madame de Sévigné (1626-1696) et ses fameuses Lettres. Les talents épistoliers de plusieurs autres écrivains sont remarquables, dont Jean-Louis Guez de Balzac (1597-1654), Nicolas-Claude Fabri de Peiresc (1580-1637), Guy Patin. La vaste correspondance de la Princesse Palatine (1652-1722), en allemand, présente un panorama remarquable de la Cour à Versailles.
Marana (1642-1692) publie simultanément une correspondance fictive en italien, L'Esploratore turco (1684), et en français, L'Espion du Grand Turc (1686). Guilleragues offre en 1669 un autre bel exemple de roman épistolaire, genre développé largement, jusqu'aux Lettres persanes (1721) de Montesquieu et à Julie ou la Nouvelle Héloïse (1761) de Jean-Jacques Rousseau du siècle suivant.
Autres romans épistolaires avec Edme Boursault.

#### Les latinistes
Le néolatin posthumanistique demeure la langue de référence, dans toute l'Europe, au moins pour la diplomatie, la religion chrétienne, les sciences : le latin poursuit ainsi son rôle de langue de communication savante à prétention universelle, jusque vers 1830. Le néolatin offre des variations selon les langues maternelles ou d'usage dans les pays des écrivains, et les diverses langues européennes sont influencées pas ces usages néolatins.
- René Descartes : Compendium musicae (1618)
- Christian Huygens : Theoremata de quadratura hyperboles, ellipsis et circuli (La Haye, 1651)
- Gottfried Wilhelm Leibniz : Disputatio Metaphysica De Principio Individui (Leipzig, 1663)
- Isaac Newton : Philosophiae Naturalis Principia Mathematica (Londres, 1687)

Mais Le Journal des sçavans, le plus ancien périodique littéraire et scientifique d'Europe, depuis 1655 et jusqu'à maintenant, est en français.
Et la francophonie se répand, au détriment des variétés régionales du français et des langues régionales ou minoritaires de France.

## Vers leXVIIIesiècle

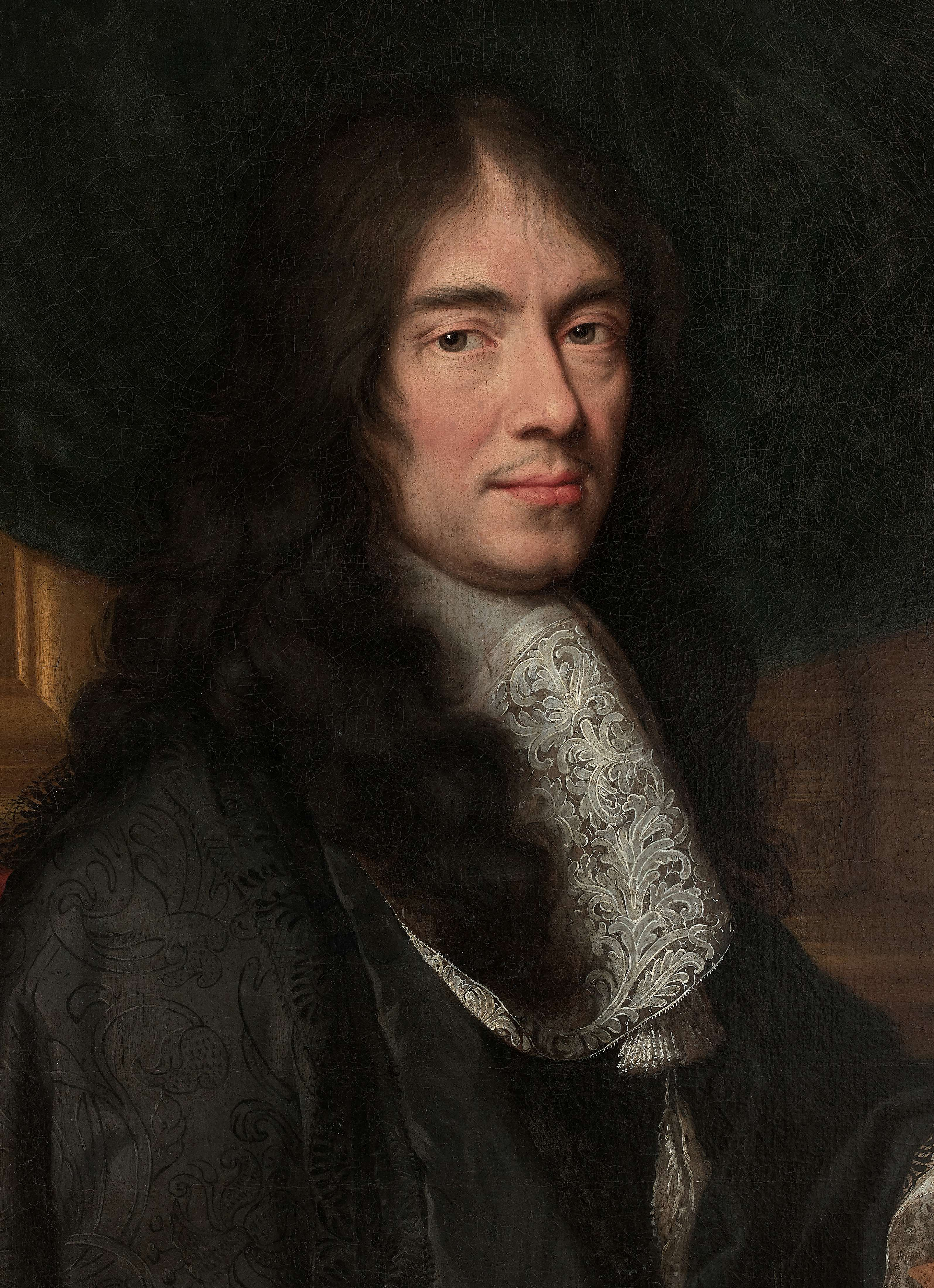
Charles Perrault.

À la fin du siècle, le Grand Siècle, la littérature perd de son éclat, au profit d'autres arts, dont l'opéra français, ou tragédie lyrique (Lully).
La querelle des Anciens et des Modernes s’engage. Ce sont des discussions à la fin du XVIIe siècle et au début du XVIIIe siècle qui portent sur la notion du progrès dans le domaine artistique. Les Anciens dont La Fontaine, Nicolas Boileau, La Bruyère, prétendent que tout est découvert, tout est inventé, donc il n’y a pas de progrès dans l’art. Les Modernes de leur côté et surtout Charles Perrault (1628-1703), l’auteur des Contes de ma mère l’Oye (1697), affirment qu’il reste beaucoup à trouver et à améliorer.

### Il était une fois
La toute fin du siècle connaît une vogue de contes de fées, ou contes merveilleux, trop masqués par le succès de Charles Perrault :
- Marie-Catherine d'Aulnoy : Contes des fées (1697), Contes nouveaux ou les fées à la mode (1698)
- Charlotte-Rose de Caumont La Force : Les Contes des Contes (1698), Les Contes des Fées
- Henriette-Julie de Castelnau de Murat : Contes de fées (1697), Les nouveaux Contes de fées (1698)
- Marie-Jeanne L'Héritier de Villandon : Les Enchantements de l'Éloquence (1696)

Parmi les sources littéraires, il convient de se référer à
- Giovanni Francesco Straparola (1480-1558) : Les Nuits facétieuses (Le piacevoli notti, 1550-1555)
- Giambattista Basile (1575-1632) : Pentamerone (Lo cunto de li cunti, 1634-1636)

### L'aube desLumières
Par ailleurs avec prudence mais fermeté, une littérature d’idées novatrice apparaît, avec Charles de Saint-Évremond (1614-1703), Gabriel de Foigny (1630-1692), Denis Vairasse (1630-1672), Fénelon (1651-1715), Pierre Jurieu (1637-1713), Henri Basnage de Beauval (1657-1710), Pierre Bayle (1647-1706) et Bernard de Fontenelle (1657-1757), qui préfigurent les philosophes du siècle des Lumières et leurs remises en cause intellectuelles.
- Bayle : Nouvelles de la République des Lettres (1684-1687), Dictionnaire historique et critique (1697)
- Fontenelle : De l'origine des fables (1684), Entretiens sur la pluralité des mondes (1686), Histoire des oracles (1686)
- Voir Littérature française du XVIIIe siècle

### Liens connexes

#### Articles
- Roman pastoral, Roman héroïque
- Opéra, Tragédie lyrique
- Histoire de France au XVIIe siècle
- Sciences au XVIIe siècle
- Philosophie moderne (1492-1789), cartésianisme, jansénisme, quiétisme, jésuitisme, libertinage (intellectuel)